# Coco Yoshizawa
Coco Yoshizawa (født 2009) er en japansk skateboarder.
Hun repræsenterede Japan ved sommer-OL 2024 i Paris, hvor hun vandt guld i street.